# Hippolyte Heizler
Hippolyte Heizler fue un escultor de animales francés, nacido el año 1828 y fallecido el 1871.

## Datos biográficos
Nacido en París en 1828. Comenzó a exponer en el Salón de París de 1846. No dejó de exponer en los salones hasta su muerte en 1871.
Trabajó a cuenta de otros escultores en la decoración del Louvre, de las Tullerías y del Palacio Garnier.

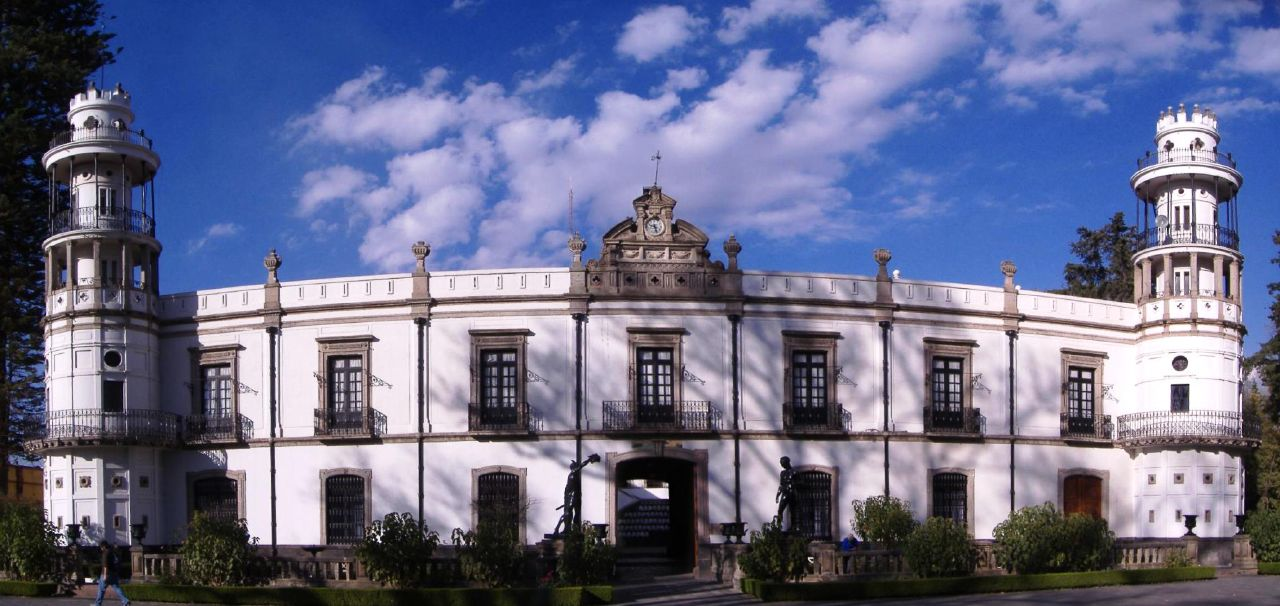
Rectoría de la Universidad Autónoma de Chapingo.

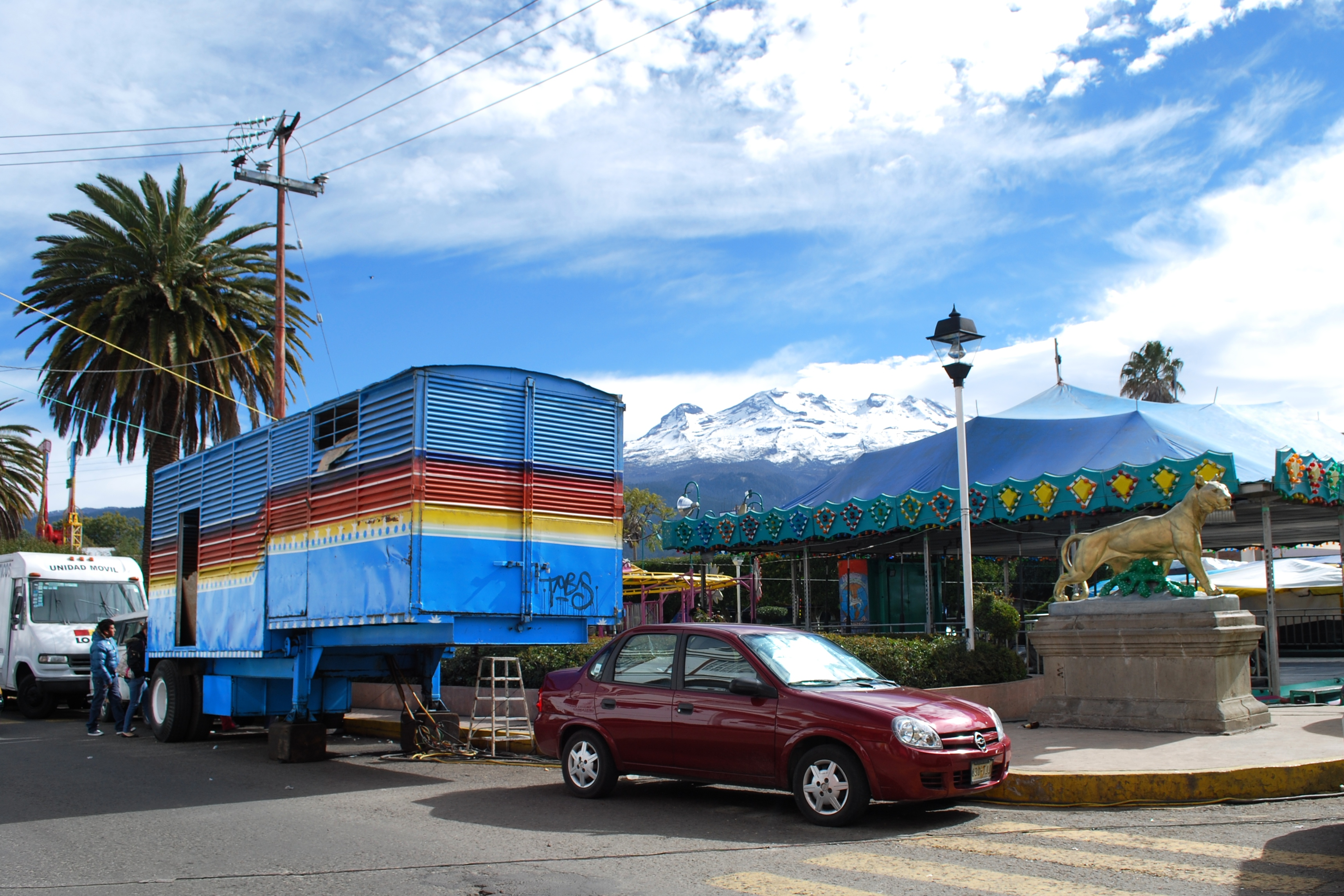
Una de las leonas de Hippolyte Heizler en Amecameca.

Es el autor de dos esculturas de leonas, que adornan el frente de la Hacienda de Pachingo, hoy Universidad Autónoma Chapingo. Estas piezas hacen pareja con dos leones de Paul Edouard Delabrierre -León con caimán y León con serpiente- y fueron reproducidas por la fundición de Le Val d´Osne.. El presidente Manuel González Flores encargó la remodelación de su hacienda al arquitecto Antonio Rivas Mercado que hizo traer diferentes estatuas para la decoración. Las tropas de Emiliano Zapata las requisaron para fundirlas y posteriormente las abandonaron en Amecameca. Hoy siguen allí adornando las cuatro esquinas de la plaza principal. En fechas recientes se hicieron copias para su reposición en la Universidad.

## Obras
Entre las mejores y más conocidas obras de Hippolyte Heizler se incluyen las siguientes:
- Leonas de Amecameca.
- Cupido cabalgando un león, bronce dorado[4]·[2]
- Es también el autor de la escultura de un león en el Monumento a los muertos de la guerra de 1870 en Limoux. Pieza fundida en Val d´Osne por Antoine Durenne. Sobre la peana custodiada por el león se alza el barbudo de Aristide Onésime Croisy[5]·[6]